# Туристическо дружество „Детелин войвода“
Туристическото дружество „Детелин войвода“ е планинарска организация, създадена от любители в град Копривщица.
През 1930 година ентусиазирани планинари от Копривщица създават туристическо ядро, което е прикрепено към туристическо дружество „Фонфон“ – гр. София. На 19 февруари 1933  г. се състои общо събрание, на което се избра ново настоятелство. На 28 ноември 1933 г. настоятелството се конституира в следния състав: председател Данаил Кусев, подпредседател Денчо Клисаров, домакин Рада Шоторова, секретар Иван Хинделов, касиер Филип Палавеев, дописник Филип Фингаров и членове: Христо Цървулджиев и Кирил Палавеев; контролна комисия: Александър Румелски, Павел Дюлгеров и Славко Бозов.
През 1934 то приема името на първенеца на Средна гора – връх Богдан (а той на Богдан войвода) и се отделя като самостоятелно дружество. Основатели са лесовъдите Даниел Кусев, Димитър Събев и учителите Кирил и Филип Палавееви, Велика Душкова, Илия Мухов и Иван Хинделов.
Дружеството извършва първата маркировка на туристическите пътища, свързани с исторически, природни и паметни места в региона. Със съдействието на Рашко и Михаил Маджарови, Петко Стайнов, Туристическото дружество „Фонфон“ и дружбите в София и Пловдив е построена през 1938 година хижа „Богдан“, която във връзка със съпротивата на два пъти в периода 1941 – 44 година е затваряна.
Учителите Илия Мухов, Искро Нейчев и Райна Косева през 1948 – 54 възстановяват дейността на дружеството, а по инициатива на Петко Теофилов на тържествена сбирка в местността „Детелинова грамада“ то приема името на легендарния Детелин войвода. От 61 – 62 година на 20 век става и организатор на състезания по туристическо ориентиране. Дългогодишен уредник на трите туристически спални в града – „Войводенец“ (Пранжева къща), „Богдан“ (Дрехлекова къща) и „Буная“ (Русинова къща) е Луко Шипочинов (1942 – 2016). Дружеството е кавалер на орден „Кирил и Методий“ – III степен.
Понастоящем (2014) дейността на туристическо дружество „Детелин войвода“ е свързана с дарителска кампания за възстановяване на хижа „Богдан“, доизграждана през 1961 година, изгоряла през 1992 година.